# Таманар
Таманар — город на западе Марокко, в провинции Марракеш-Тенсифт-Эль-Хауз. По данным переписи 2004 года численность населения составляет 9984 человек.